# Jakob Overmans
Jakob Overmans (* 26. Januar 1874 in Breyell; † 15. August 1945 in Kairo), auch Overmanns geschrieben, war ein katholischer Publizist und Hochschullehrer.
Overmans trat um die Jahrhundertwende in den Jesuitenorden ein und entwickelte sich im Milieu der katholischen Publizistik zu einem der wichtigsten Berichterstatter für internationale Kulturentwicklungen. In der Weimarer Republik war er mit ca. 80 Artikeln der produktivste Beiträger der deutschen Jesuiten-Zeitschrift Stimmen der Zeit auf den Gebieten von Literatur, Theater, Film, Kunst und Architektur. Dabei vertrat er konservativ-kulturkritische Ansichten und warnte vor einer „Amerikanisierung des Geistes“. Als Professor an der Sophia-Universität in Tokio und der Kaiserlichen Universität Tokio (1924–1928) sowie als Professor an der Jesuiten-Hochschule Valkenburg in den Niederlanden (seit 1929) hat er vor allem europäische Literatur von Shakespeare über Cervantes und Goethe bis zur Gegenwart unterrichtet. Er war Kollege von Joseph Dahlmann an der Sophia-Universität und einer der Lehrer des Widerstandskämpfers gegen den Nationalsozialismus Alfred Delp.

## Schriften (Auswahl)
- Hamlet, Don Quijote, Deutschland. In: Stimmen der Zeit 46 (1916), S. 38–46.
- Roman, Theater und Kino im neuen Deutschland. Freiburg im Breisgau: Herder, 1920.
- Das neue Japan in seiner bildenden Kunst. In: Stimmen der Zeit 107 (1927), S. 464–467.
- Gegenstand und Einteilung der wissenschaftlichen Literaturgeschichte. Tokyo 1927.
- „Urfaust“ und „Faust“ von Goethe. Tokyo 1928.
- Amerikanisierung des Geistes. In: Stimmen der Zeit 118 (1930), S. 161–173.